# Amerikaans rugby sevensteam (vrouwen)
Het Amerikaanse rugby sevensteam is een team van rugbyers dat de Verenigde Staten vertegenwoordigt in internationale wedstrijden.

## Wereldkampioenschappen
De Verenigde Staten heeft aan elk wereldkampioenschap deelgenomen. In 2009 en 2013 werd de Verenigde Staten derde.
- WK 2009:
- WK 2013:
- WK 2018: 4e
- WK 2022: 4e

## Olympische Zomerspelen
De Verenigde Staten werd vijfde op het Olympische debuut van Rugby Seven 
- OS 2016: 5e
- OS 2020: 6e
- OS 2024: